# Euploea biplagiata
Euploea biplagiata är en fjärilsart som beskrevs av Hans Fruhstorfer 1910. Euploea biplagiata ingår i släktet Euploea och familjen praktfjärilar. Inga underarter finns listade i Catalogue of Life.